# حمادة سورية
الحمادة السورية (باللاتينية: Hammada syriaca) نوع نباتي ينتمي إلى جنس الحمادة من الفصيلة القطيفية.

## الموئل والانتشار
موطنه بلاد الشام.